# 段榮勳
段榮勳，雲南省雲南府昆明縣人，清朝政治人物。進士出身。
光緒二年（1876年），參加丙子恩科會試，得貢士第236名。殿試登進士2甲第129名。同年五月（6月3日），著分六部學習。